# Червена гущероглава риба
Червените гущероглави риби (Synodus variegatus) са вид актиноптери от семейство Риби гущер (Synodontidae).
Те са незастрашен вид.
Таксонът е описан за пръв път от Бернар Жермен дьо Ласепед през 1803 година.